# Orthoclada laxa
Orthoclada laxa là một loài thực vật có hoa trong họ Hòa thảo. Loài này được (Rich.) P.Beauv. mô tả khoa học đầu tiên năm 1812.